# بیلبی دل پندس
بیلبی دل پندس (به اسپانیایی: Vilobí del Penedès) یک شهرستان در اسپانیا است که در استان بارسلون واقع شده‌است.

## خصوصیات
بیلبی دل پندس ۹٫۳۳ کیلومترمربع مساحت و ۱٬۱۲۹ نفر جمعیت دارد.